# 161-я улица — Стадион Янки (Нью-Йоркское метро)
161-я улица — Стадион Янки (англ. 161st Street — Yankee Stadium) — пересадочный узел в системе Нью-Йоркского метрополитена, расположенный в Бронксе, на границе его районов Хайбридж и Конкорс, на пересечении Ист 161-й улицы и Ривер-авеню. В непосредственной близости от узла расположен бейсбольный стадион «Янки-стэдиум» команды «Нью-Йорк Янкис».
В пересадочный узел входят станции следующих линий:
- линия Джером-авеню, Ай-ар-ти,
- линия Конкорс, Ай-эн-ди.

На станциях пересадочного узла останавливаются маршруты:
- 4 (круглосуточно),
- B (в часы пик),
- D (круглосуточно, кроме часов пик в пиковом направлении).

Этот пересадочный узел является одним из двух в системе, расположенных на территории боро Бронкс, второй узел — 149-я улица — Гранд-Конкорс, расположенный в полукилометре к югу, — связывает станции линии Джером-авеню (Ай-ар-ти) и линии Уайт-Плейнс-роуд (Ай-ар-ти). Кроме того, пересадочный узел «161-я улица — Стадион Янки» стабильно обладает самым высоким пассажиропотоком среди всех станций Бронкса и занимает 40-е место в целом по системе, согласно данным 2016 года. На вход станциями пересадочного узла ежегодно пользуется порядка 8,5 миллионов пассажиров.
Пересадочный узел объединяет в себе две станции: эстакадную и подземную. Первой, в 1917 году, была открыта эстакадная станция, обслуживающая маршруты линии Джером-авеню (Ай-ар-ти), а в 1933 году была построена подземная станция, входящая в состав линии Конкорс (Ай-эн-ди). Однако долгое время пересадки между двумя уже действующими станциями разных компаний (о чём свидетельствуют различные уточнения у названий линий, символизирующие построившие их компании) не существовало. Тогда пересадка между линиями совершалась через выход в город, однако оставалась бесплатной для пассажиров, взявших перед выходом специальный талон на пересадку. Только после завершения строительства эскалатора и лестниц в границах зоны метров 1950-х годах, пересадка между линиями стала полноценной и приняла свой сегодняшний вид.
Ко всем платформам станций пересадочного узла, в дополнение к лестницам и эскалаторам, ведут лифты, приспособленные для пассажиров с ограниченными возможностями.
Помимо стадиона «Янки-стэдиум», рядом со станцией располагается несколько судов Бронкса, другие госучреждения, торговый квартал. В восьми кварталах к западу находится станция Янкис — Ист 153-я улица пригородной железной дороги Metro-North Railroad.

## Платформы линии Джером-авеню, Ай-ар-ти
|   |   |   |   |   |
| · | · | · | · | · |

|   |   |   |   |   |
| · | · | · | · | · |

«161-я улица — Стадион Янки» (англ. 161st Street–Yankee Stadium) — станция Нью-Йоркского метрополитена, расположенная на линии Джером-авеню, Ай-ар-ти.  На станции останавливается маршрут 4 (круглосуточно). Станция расположена на трёхпутном участке линии, локальная: представлена двумя боковыми платформами, обслуживающими внешние локальные пути. Экспресс-сообщение по линии не осуществляется, станцию проходят с остановкой все поезда. Платформы станции длиннее стандартных, что обосновано скоплением большого количества пассажиров на станции во время проведения матчей на стадионе.

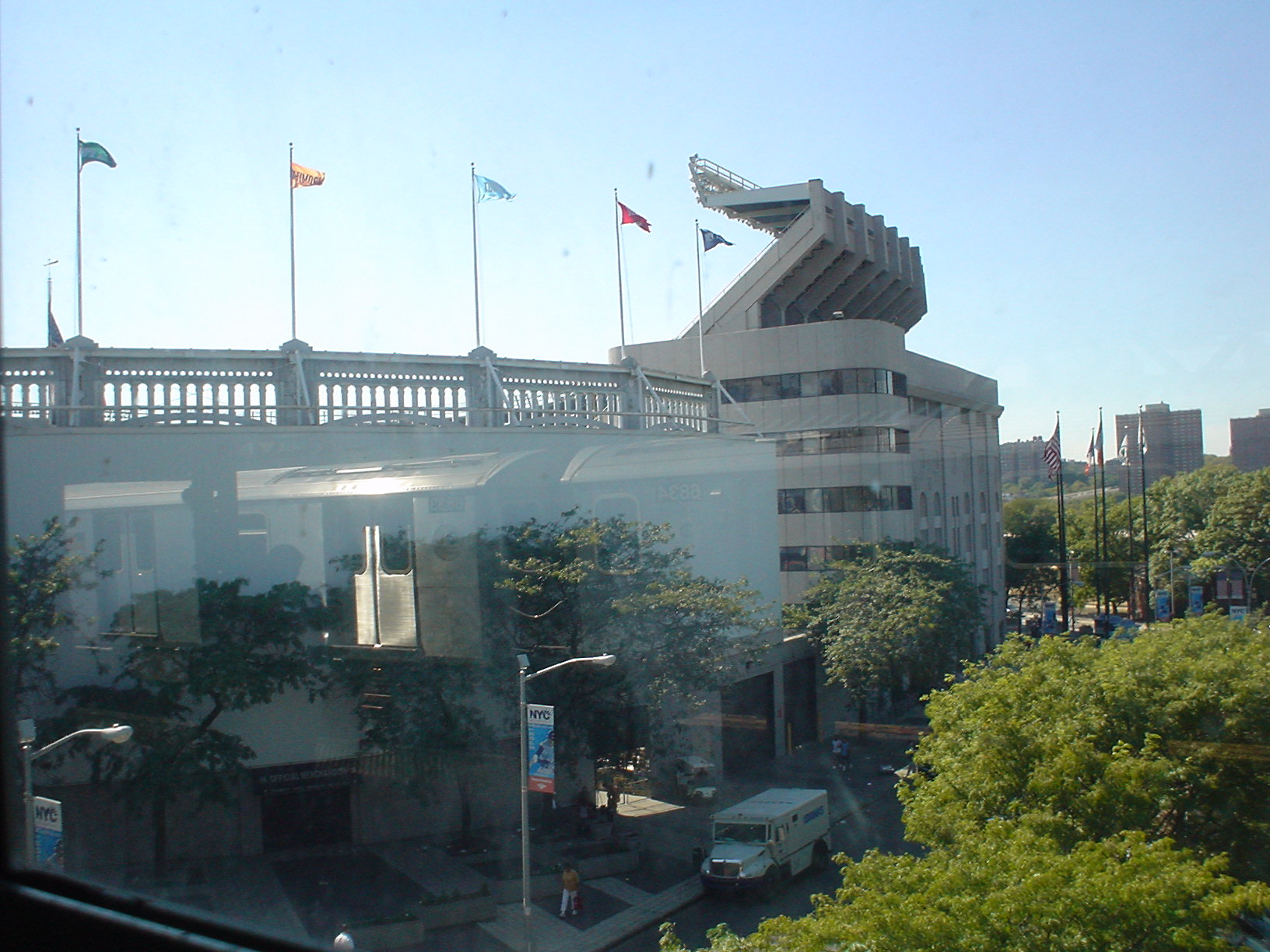
Вид со станции на старый стадион

Основной выход со станции в город осуществляется через мезонин: помещение, также расположенное на экстакаде, но под платформами и путями линии. Там располагается турникетная линейка, и оттуда в город к разным углам перекрёстка Ривер-авеню и 161-й улицы ведут лестницы. На северо-восточном углу установлен пассажирский лифт, тут же осуществляется пересадка на соседнюю станцию пересадочного узла. С северного конца станции, в дополнение к основному выходу, от платформ в город, к стадиону Янки, ведут лестницы и турникеты, работающие только на выход пассажиров.
Станция была открыта 2 июня 1917 года. Между этой станцией и следующей 167-й улицей между путями выдержано большое расстояние. Раньше там были другие пути, осуществлявшие соединение этой линии с эстакадной линией Девятой авеню, однако в 1958 году она была снесена, а существовавшее примыкание разобрано.

## Платформы линии Конкорс, Ай-эн-ди
|   |     |     |     |   |
| · | · л | · э | · л | · |

|   |     |     |     |   |
| · | · л | · э | · л | · |

«161-я улица — Стадион Янки» (англ. 161st Street–Yankee Stadium) — станция Нью-Йоркского метрополитена, расположенная на линии Конкорс, Ай-эн-ди.  На станции останавливаются маршруты B (в часы пик) и D (круглосуточно, кроме часов пик в пиковом направлении). Станцию проходит без остановки маршрут D (в часы пик в пиковом направлении). Станция расположена на трёхпутном участке линии и представлена двумя боковыми платформами, расположенными в кривой и обслуживающими внешние локальные пути; центральный экспресс-путь пассажирской платформой не оборудован.

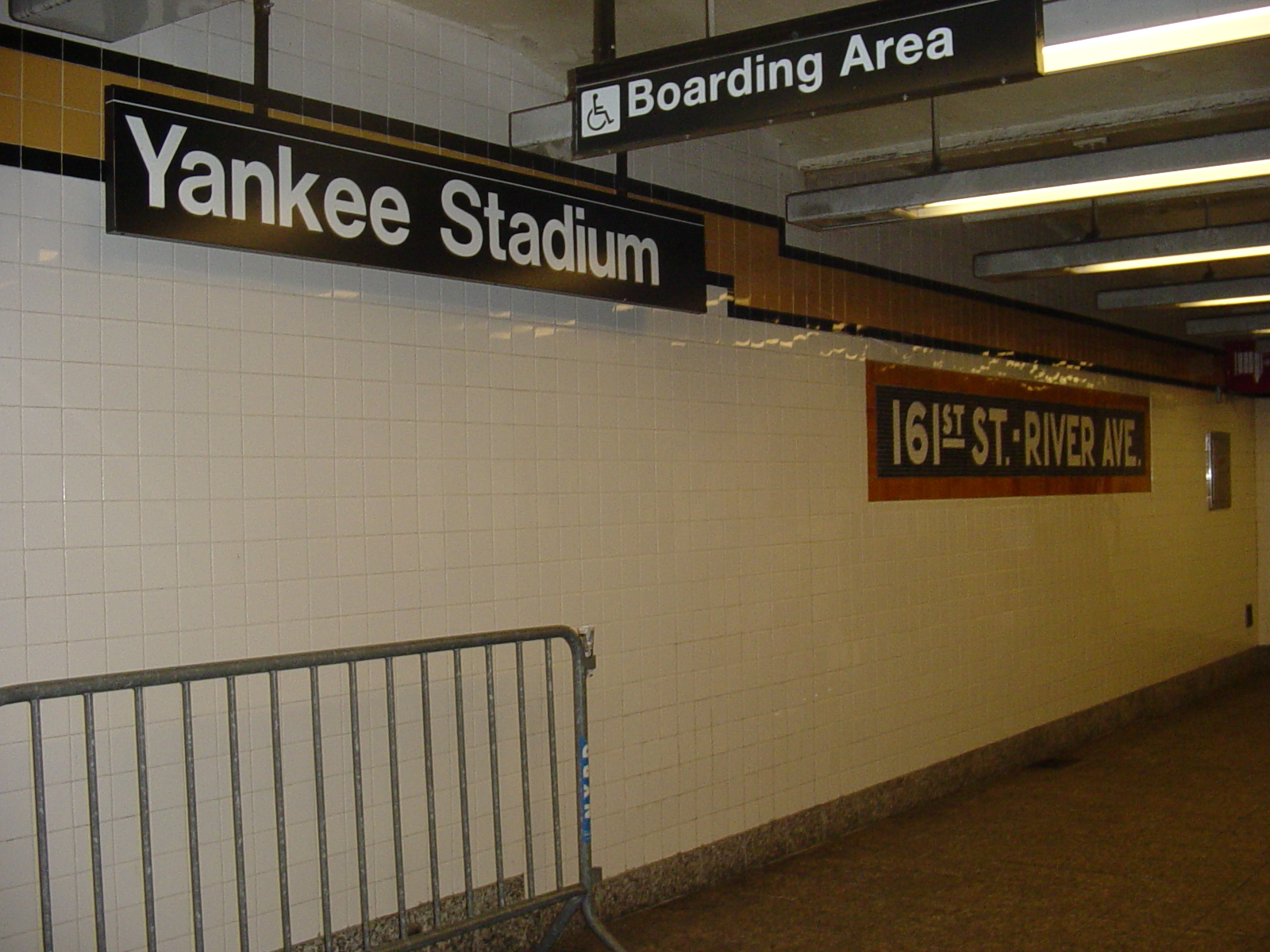
Название станции: оригинальное на стене и новое — на чёрной табличке.

Подземный мезонин над платформами тянется на протяжении всей станции, однако после реконструкции в 2000-х годах, центральная часть была отведена под служебные нужды, тем самым разделив его пространство на две независимые части. С западного конца станции, в соответствующей части мезонина, располагаются турникеты и круглосуточный выход. В город из мезонина ведёт четыре лестницы — к углам перекрёстка Ривер-авеню и 161-й улицы. В зоне метрополитена из этой части мезонина осуществляется пересадка на соседнюю станцию пересадочного узла. Восточная часть мезонина осуществляет выход к перекрестку Уалтон-авеню и 161-й улицы, однако этот выход работает только в дневное время.

## Соседние станции
| Условные обозначения |
| для дней и часов работы маршрутов (более точно указано во всплывающих подсказках при этих обозначениях): |
| --- |
| круглосуточно круглосуточно, кроме ночи круглосуточно, кроме будней днём (либо часов пик) в пиковом направлении в будни днём (и, возможно, вечером) в будни круглосуточно в часы пик в будни днём (либо в часы пик) в пиковом направлении в будни днём (либо в часы пик) в направлении, обратном пиковому в выходные ночью ночью и в выходные (и, возможно, вечером) нет движения поездов |

| Предыдущая станция  | ЛинияНазвание станции                                   | Следующая станция                 |
| ------------------- | ------------------------------------------------------- | --------------------------------- |
| 167-я улица · (4)   | линия Джером-авеню, Ай-ар-ти 161-я улица — Стадион Янки | 149-я улица — Гранд-Конкорс · (4) |
| 167-я улица · (B D) | линия Конкорс, Ай-эн-ди 161-я улица — Стадион Янки      | 155-я улица · (B D)               |